# کلسیم سولفات
کلسیم سولفات (به انگلیسی: Calcium sulfate) با فرمول شیمیایی CaSO۴ یک ترکیب شیمیایی با شناسه پاب‌کم ۲۴۹۲۸ است. که جرم مولی آن ۱۳۶٫۱۴ g/mol می‌باشد. شکل ظاهری این ترکیب، جامد سفید است.در حالت طبیعی، سولفات کلسیم تصفیه نشده، سنگ سفید بلورین شفاف است.